# Herrschaft Biberachzell

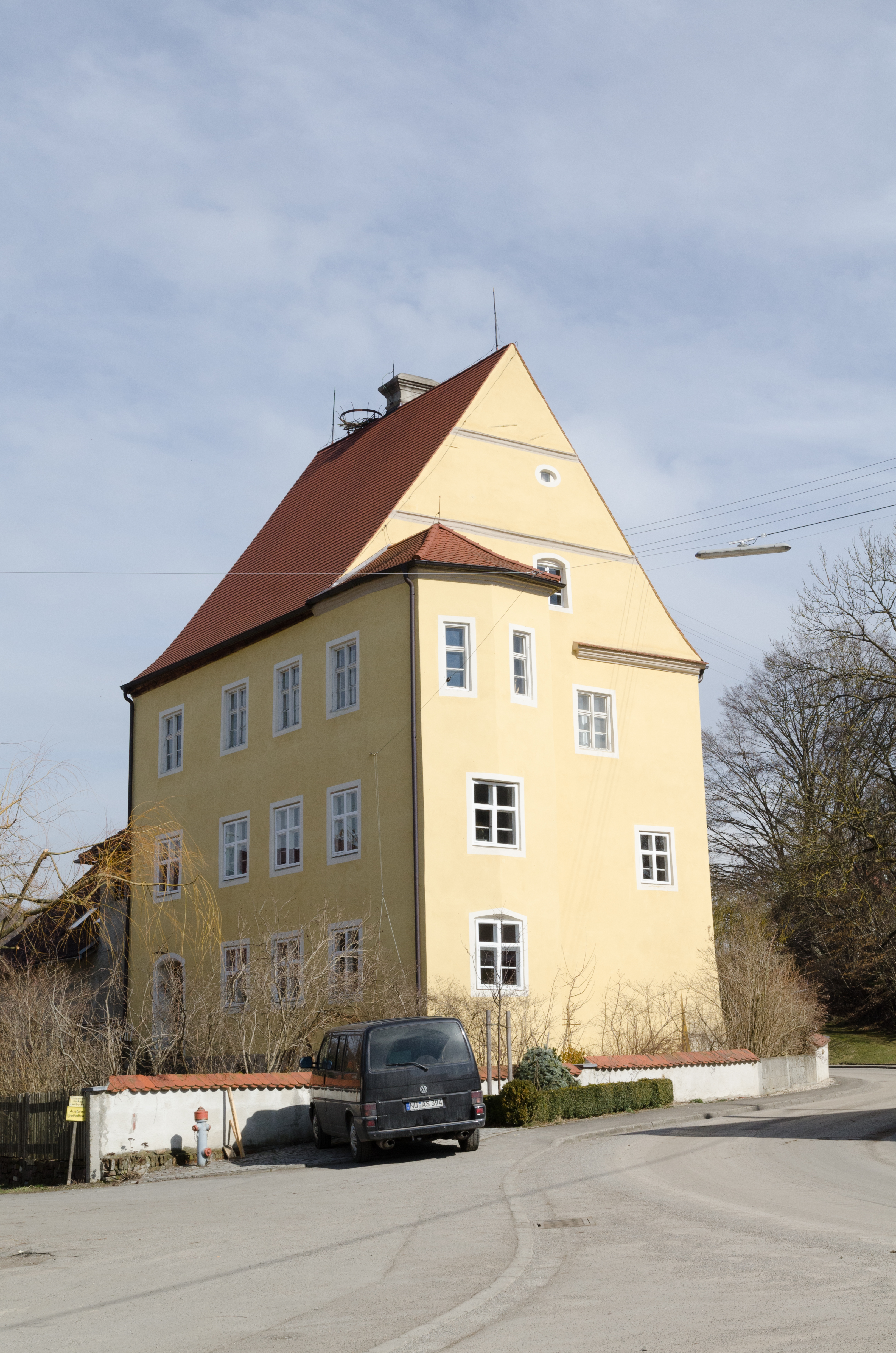
Schloss Biberachzell

Die Herrschaft Biberachzell mit Sitz in Biberachzell, heute ein Stadtteil von Weißenhorn im Landkreis Neu-Ulm in Bayern, gelangte 1342 im Erbgang von den Herren von Neuffen an Wittelsbach. Die Wittelsbacher belehnten verschiedene Patrizierfamilien (Ehinger, Krafft, Thürheim) mit der Herrschaft. Neben Biberachzell gehörten zur Herrschaft die Orte Asch, Unterreichenbach, Wallenhausen und Wenenden. Im Jahr 1786 kaufte das Kloster Kaisheim die Herrschaft Biberachzell von den Thürheim. 
Im Rahmen der Säkularisation im Jahr 1802/03 kam die Herrschaft Biberachzell an Bayern.